# Kalle Rovanperä
Kalle Rovanperä (* 1. října 2000 Jyväskylä) je finský rallyový závodník, je synem Harriho Rovanpery, oba závodili za tým Škoda Motorsport, Harri roku 2006 a Kalle v letech 2018–2019. V současnosti je jezdcem Toyoty a jeho startovním číslem je 69. V roce 2019 se Kalle stal mistrem WRC-2 Pro. Roku 2022 se stal nejmladším mistrem světa vozů WRC. V roce 2023 svůj mistrovský titul obhájil.
Jeho začátek ve WRC je z hlediska věku velmi podobný začátkům Maxe Verstappena ve Formuli 1.

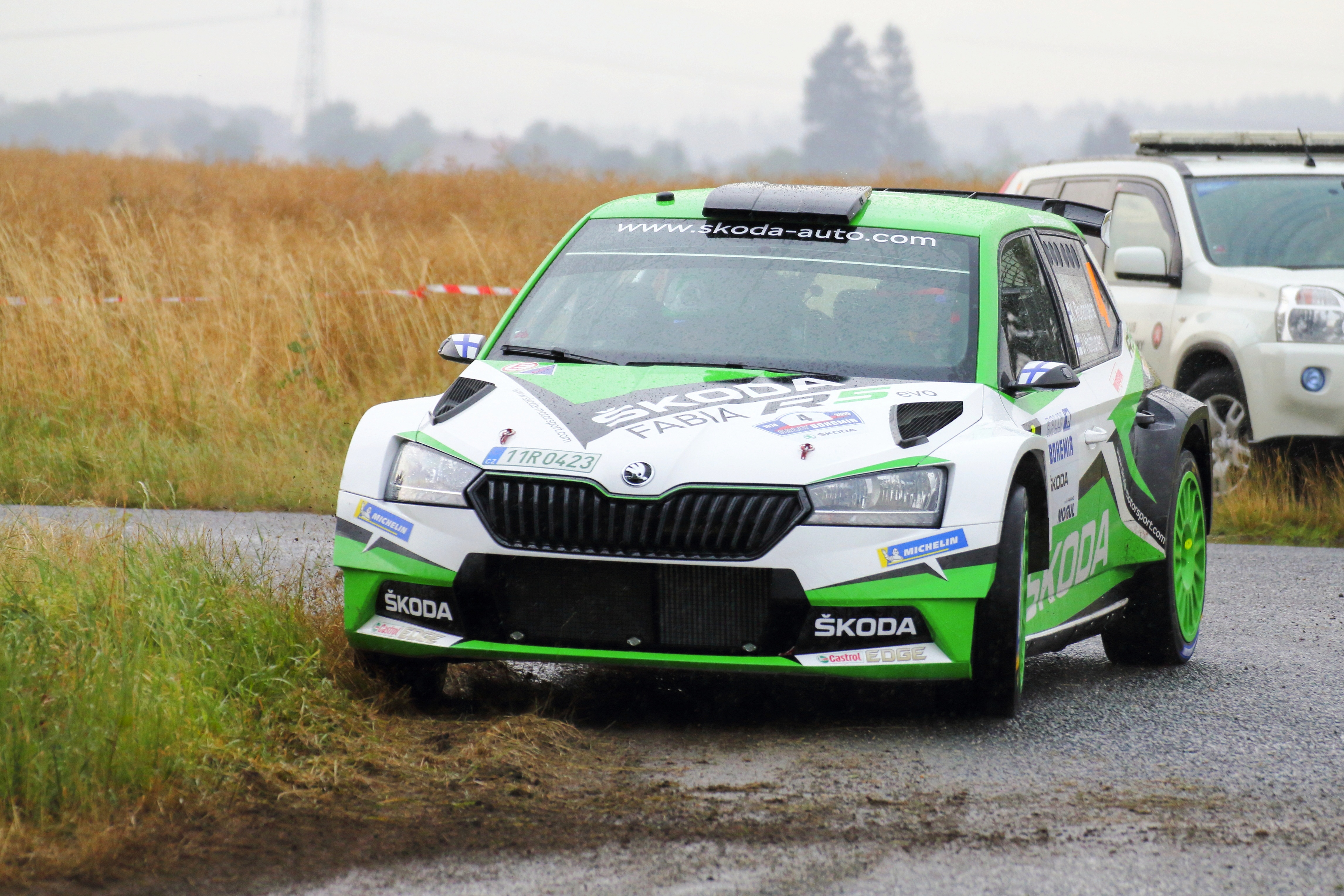
Rovanperä v roce 2019 s tovární Fabií R5 evo na Rally Bohemia
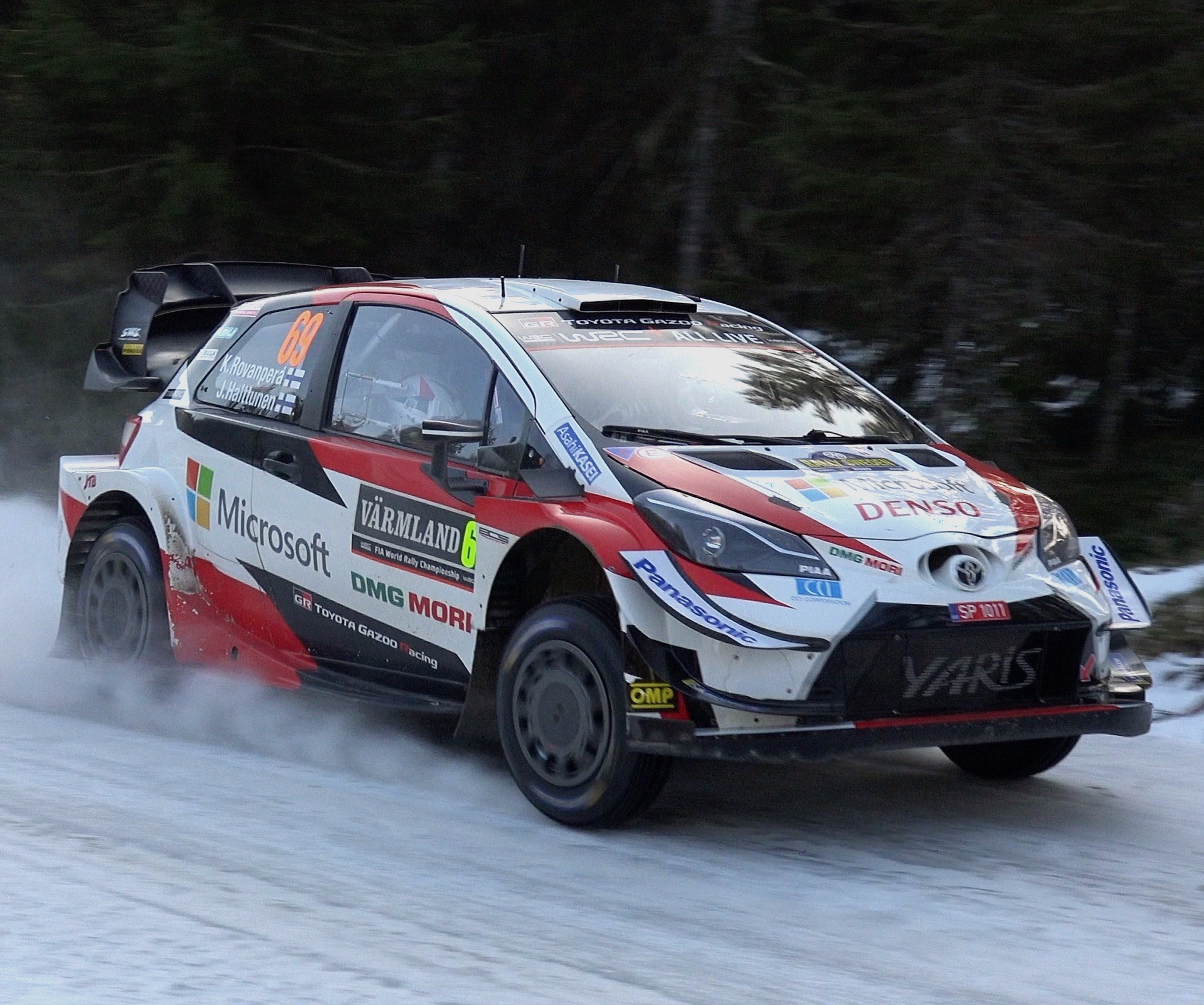
V roce 2020 s Toyotou Yaris WRC při Švédské rallye
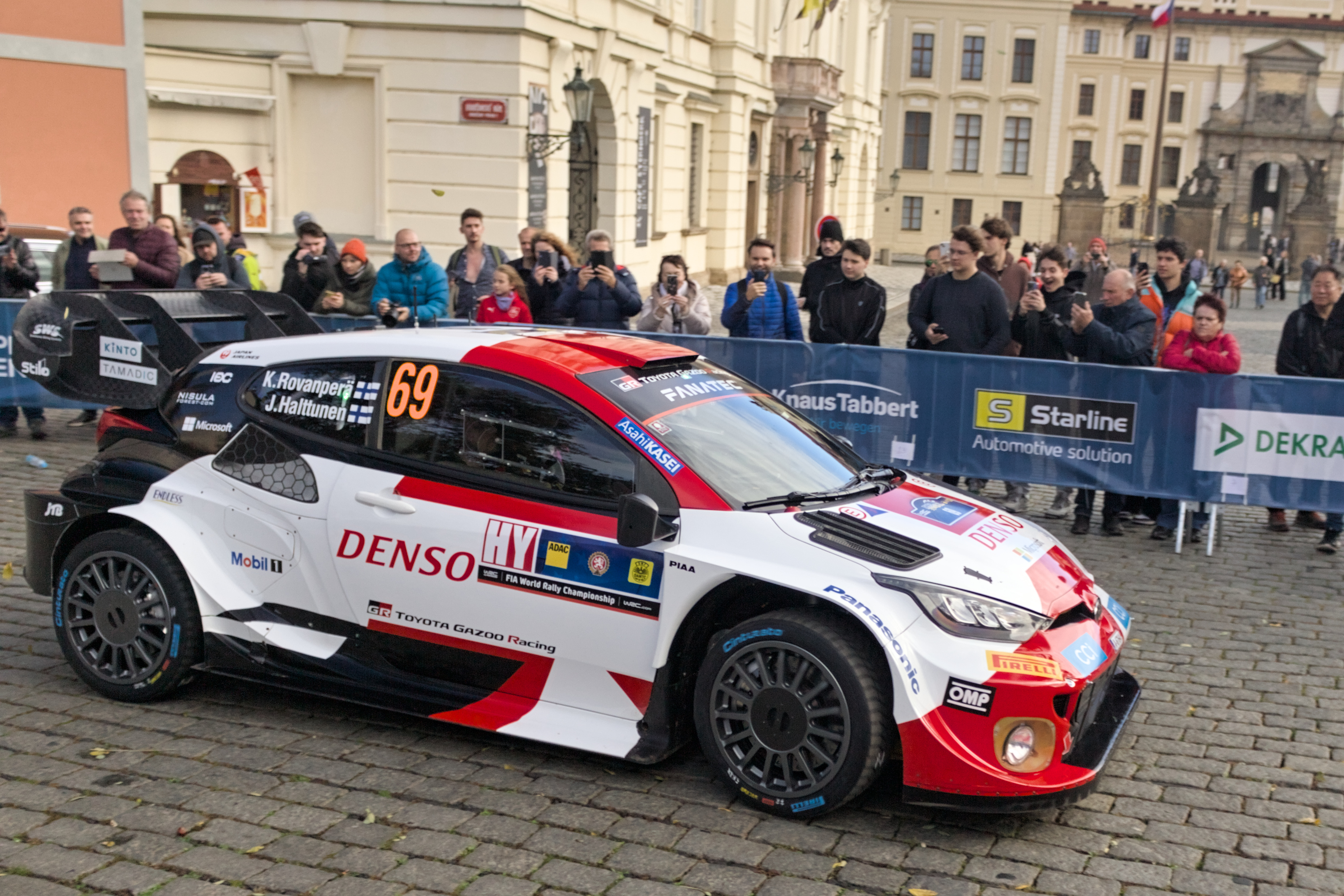
Na Středoevropské rallye 2023 Rovanperä obhájil titul mistra světa

## Výsledky

### WRC
| Rok  | Tým                     | Vůz                    | Třída     | 1     | 2     | 3       | 4       | 5       | 6       | 7     | 8     | 9       | 10     | 11    | 12     | 13    | 14    | Pos. | Body |
| ---- | ----------------------- | ---------------------- | --------- | ----- | ----- | ------- | ------- | ------- | ------- | ----- | ----- | ------- | ------ | ----- | ------ | ----- | ----- | ---- | ---- |
| 2017 | Kalle Rovanperä         | Ford Fiesta R5         | WRC-2     | MON   | SWE   | MEX     | FRA     | ARG     | POR     | ITA   | POL   | FIN     | GER    | ESP   | GBR 15 | AUS 1 |       | 15.  | 25   |
| 2018 | Kalle Rovanperä         | Škoda Fabia R5         | WRC-2     | MON   | SWE   | MEX 5   | FRA     | ARG Ret | POR     | ITA   | FIN 4 |         |        |       |        |       |       | 3.   | 90   |
| 2018 | Škoda Motorsport II     | Škoda Fabia R5         | WRC-2     |       |       |         |         |         |         |       |       | GER 2   | TUR    | GBR 1 | ESP 1  | AUS   |       | 3.   | 90   |
| 2019 | Škoda Motorsport        | Škoda Fabia R5         | WRC-2 Pro | MON 2 | SWE 2 | MEX     | FRA Ret | ARG     | CHL 1   |       |       |         |        |       |        |       |       | 1.   | 176  |
| 2019 | Škoda Motorsport        | Skoda Fabia R5 Evo     | WRC-2 Pro |       |       |         |         |         |         | POR 1 | ITA 1 | FIN 1   | GER 3  | TUR 3 | GBR 1  | ESP 3 | AUS C | 1.   | 176  |
| 2020 | Toyota Gazoo Racing WRT | Toyota Yaris WRC       | WRC-1     | MON 5 | SWE 3 | MEX 5   | EST 5   | TUR 4   | ITA Ret | MNZ 5 |       |         |        |       |        |       |       | 5.   | 80   |
| 2021 | Toyota Gazoo Racing WRT | Toyota Yaris WRC       | WRC-1     | MON 4 | ARC 2 | CRO Ret | POR 22  | ITA 25  | KEN 6   | EST 1 | BEL 3 | GRE 1   | FIN 34 | ESP 5 | MNZ 9  |       |       | 4.   | 142  |
| 2022 | Toyota Gazoo Racing WRT | Toyota GR Yaris Rally1 | WRC-1     | MON 4 | SWE 1 | CRO 1   | POR 1   | ITA 5   | KEN 1   | EST 1 | FIN 2 | BEL 8   | GRE 7  | NZL 1 | ESP 3  | JPN 7 |       | 1.   | 255  |
| 2023 | Toyota Gazoo Racing WRT | Toyota GR Yaris Rally1 | WRC-1     | MON 2 | SWE 4 | MEX 4   | CRO 4   | POR 1   | ITA 3   | KEN 2 | EST 1 | FIN Ret | GRE 1  | CHL 4 | EUR 2  | JPN 3 |       | 1.   | 250  |